# Vanilla albida
Vanilla albida är en orkidéart som beskrevs av Carl Ludwig von Blume. Vanilla albida ingår i släktet Vanilla och familjen orkidéer. Inga underarter finns listade i Catalogue of Life.